# Eugenia williamsiana
Eugenia williamsiana là một loài thực vật có hoa trong Họ Đào kim nương. Loài này được N.Snow mô tả khoa học đầu tiên năm 2008.